# Misil M1
El M1 era un misil balístico lanzado desde submarino (SLBM) con alcance intermedio (con notación francesa: MSBS, Mer-Sol Balistique Stratégique), de dos etapas desarrollado por la compañía francesa Société pour l'étude et la réalisation d'engins balistiques (SEREB) a principios de los años setenta.
Fue el primer misil balístico lanzado por submarinos suministrados a la Fuerza Estratégica Oceánica Francesa (FOST) como elemento disuasorio nuclear a bordo de los submarinos SNLE de la Clase Le Redoutable por la Marina Nacional francesa.

## Desarrollo
En la década de 1960, el gobierno francés decidió lanzar un programa experimental de defensa basado en armas nucleares con el que equipar sus unidades navales de la Marina Nacional francesa. El misil balístico debía ser capaz de tomar una cabeza equipada con una carga nuclear con una potencia de 1.5 megatones a 3500 km.

### El programa «Piedras preciosas» (1961-1965)
Para permitir el desarrollo de los misiles M1, S2 y el lanzador Diamant, el desarrollo fue asignado a SEREB, una empresa que contaba con experiencia en el campo de los cohetes aeroespaciales gracias al programa de "Estudios balísticos básicos", (EBB), comenzado en 1961 y también llamado «Pierres précieuses» (Piedras preciosas), a saber: Agate (ágata), Topaze (topacio), Rubis (rubí), Emeraude (esmeralda), Saphir (zafiro), y que dio lugar al desarrollo del cohete Diamant (diamante) en 1965. El desarrollo industrial se confía principalmente a las empresas Nord Aviation y Sud Aviation.
Entre 1961 y 1965, se adquiere metódicamente todo el conocimiento necesario para la realización de un misil de largo alcance y un lanzador de satélites. Se diseñan varios cohetes, cada uno responsable del desarrollo de una o más piezas de equipo 2 por separado:

#### Pruebas «Piedras preciosas»

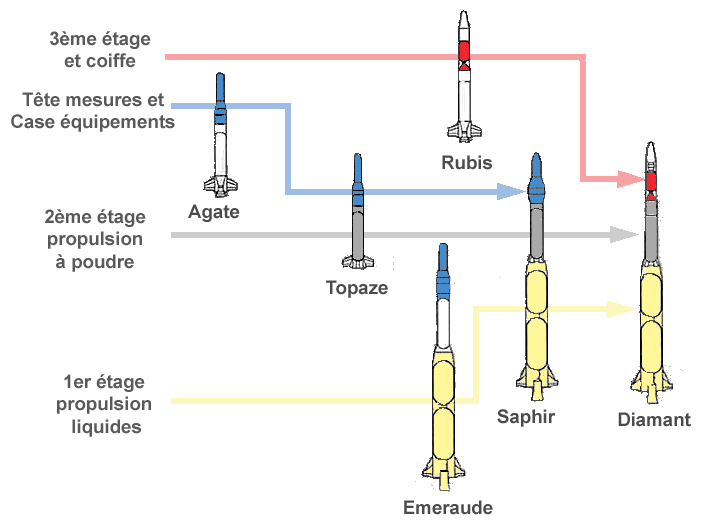
Esquema del programa «Piedras preciosas»

- Los cohetes Aigle y Agate (8 disparos exitosos) se utilizaron para desarrollar sistemas de telemetría e instalaciones terrestres (1961 a 1963).
- Los cohetes Topaze (14 disparos incluyendo 1 fallo) califican la segunda etapa, los sistemas de guía y pilotaje, así como el perfil del jefe de reingreso del misil (1962 a 1965).
- Los cohetes Emeraude (5 disparos incluyendo tres fallos) validar el funcionamiento de la 1 etapa, la tobera en particular y los medios de guía orientables (1964 a 1965).
- Los cohetes Saphir (3 inyecciones, incluyendo inyecciones ¹ / ₂ fracaso + 6 misil) se utilizan para probar la integración primera y segunda etapas, y guiar el misil a las primeras etapas (1965 a 1967).
- Los cohetes Rubis (6 disparos de cualificación, incluyendo 2 fracasos) desarrollan la tercera etapa del cohete Diamant, la separación de la cofia y la tercera etapa, así como el sistema de estabilización y que gira alrededor de los procedimientos de control (1964-1967) .

### Lanzamiento subacuático
A partir de la segunda mitad de la década, se realizaron una serie de pruebas en algunos sistemas preliminares, con el objetivo de probar las diversas tecnologías. En particular, las experiencias más importantes se acumularon entre 1966 y 1967 con los cuatro misiles M112 de una etapa, durante los cuales se lanzaron desde una estructura, el NEMO, específicamente diseñado para simular un lanzamiento submarino, se inició el programa M1 destinado a hacer operativo el lanzamiento de un misil desde debajo de la superficie del mar.
Comenzando con este misil, se desarrollaron una serie de vectores de dos etapas, llamados M012 y M013. De la primera, se pusieron en marcha sólo un par de unidades, en 1968, mientras que del segundo, cuarto en tres años (1968- 1971 ). En particular, el lanzamiento del 11 de junio de 1970 fue muy importante, gracias a lo cual se calificó la interfaz entre la ojiva nuclear y el misil mismo.

### Diamant BP4
Esta versión del cohete Diamant tiene una segunda etapa de polvo más potente, que ahorra alrededor del 10% en el rendimiento del lanzador. Tres lanzamientos exitosos se realizaron en 1975, poniendo en órbita un total de cuatro satélites. La segunda etapa deriva del misil balístico estratégico mar-tierra M1. Con una longitud de 2.28 metros y un diámetro de 1.5 metros, desarrolla un empuje de 180 kN durante 55 segundos.
El resultado de estos estudios, y la relativa campaña de lanzamiento, condujeron a la creación del primer SLBM francés, el M1, que voló por primera vez en 1971.

## Uso operacional
Los misiles entraron en servicio a partir de 1972, con el primer crucero operacional a bordo del submarino nuclear Le Redoutable de la clase homónima a partir del 28 de enero de ese año, equipando los primeros cuatro ejemplares. Sin embargo, ya en 1974, los M1 fueron reemplazados por misiles M2 más avanzados.

### Ojivas nucleares
Los M1 montan una ojiva nuclear MR 41 con una potencia de 500 kilotones, de uranio altamente enriquecido y un dispositivo de fisión dopado con tritio. Cuarenta y ocho cargas se fabrican para un número idéntico de misiles. Las ojivas entraron en servicio en enero de 1972 y fueron retiradas en 1979.